# Єпархії Православної церкви Польщі

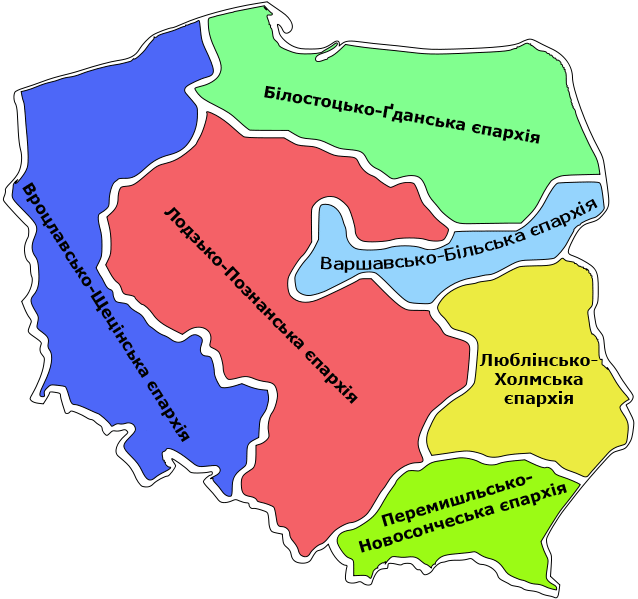
Мапа єпархій Православної церкви Польщі.

Єпархії Православної церкви Польщі — це основні церковно-адміністративні одиниці Православної церкви Польщі. Нині на території Польщі діє шість єпархій, одна єпископія (ординаріат) та чотири вікаріати. Також існують закордонні парафії у Португалії і Бразилії. 

## Історія
Історично найдавнішою єпархією на території Польщі була Перемишльска (з 1190 року).
Згодом на землі Польщі частово поширювалася юрисдикція Волинської та Віленської єпархій.
У 1840 році була створена Варшавська православна єпархія Московського патріархату.

### 1924-1939
Єпархії автокефальної Православної церкви Польщі:
- Варшавсько-Холмська єпархія
- Віленська єпархія (нині переважно територія Литви і Білорусі)
- Волинська єпархія (нині переважно територія України)
- Гродненська єпархія (нині переважно територія Білорусі)
- Поліська єпархія (нині переважно територія Білорусі і України)

Під час війни також існувала Краківсько-Лемківська єпархія, а також низка єпархій на території України (УАПЦ 1942-1944)
У 1948-1953 роках були відкриті Білостоцька, Вроцлавська і Лодзька єпархії.
У 1980-х була заснована Люблінська єпархія і відроджена Перемишльська єпархія.
У 1989-2000 роках існувала митрополія Португалії, Іспанії та Бразилії, що була утворена після прийому в юрисдикцію Православної церкви Польщі двох старокатолицьких єпископів. Утім, вони згодом відокремилися, хоча у польській юрисдикції залишилося кілька парафій.
Історично існували такі вікаріати з кафедрами у польських містах:
- Люблінський вікаріат (Варшавська єпархія, 1875-1966, перетворений на самостійну єпархію)
- Більський вікаріат (Люблінська єпархія, 1916-1922; Варшавська єпархія, 1960-2008)
- Ново-Георгіївський вікаріат (Варшавська єпархія, 1912-1917)
- Петрковський вікаріат (Лодзька єпархія)

## Сучасні єпархії
| Коротка назва                   | Заснування | Нинішні межі | Територія | Кафедральний собор                          | Деканатів | Парафій | Монастирів | Вірних  |
| ------------------------------- | ---------- | ------------ | --------- | ------------------------------------------- | --------- | ------- | ---------- | ------- |
| Білостоцько-Ґданська єпархія    | 1948       | 1948         |           | Миколаївський собор (Білосток)              | 5         | 57      | 3          | 263 800 |
| Варшавсько-Більська єпархія     | 1840       | 1948         |           | Собор Марії Магдалини (Варшава)             | 6         |         | 4          | 155 800 |
| Вроцлавсько-Щецінська єпархія   | 1953       | 1953         |           | Собор Різдва Богородиці (Вроцлав)           | 5         |         | —          | 54 600  |
| Лодзько-Познанська єпархія      | 1951       | 1951         |           | Олександро-Невський собор (Лодзь)           | 3         |         | —          | 55 500  |
| Люблінсько-Холмська єпархія     | 1989       | 1989         |           | Преображенський собор (Люблін)              | 5         |         | 2          | 14 300  |
| Перемишльсько-Горлицька єпархія | 1120       | 1983         |           | Собор Святої Трійці (Горлице)               | 3         |         | 1          | 3 000   |
| Ріо-де-Жанейрська єпархія       | 1991       | 2001         |           | Собор Пресвятої Діви Марії (Ріо-де-Жанейро) |           |         | 1          | 1200    |

### Вікаріати
У Православній церкві Польщі вікаріати не є окремими церковно-адміністративними одиницями, це умовні назви для вікарних кафедр єпископів-помічників (ординаріїв).
| Титул                 | Єпархія                      | Заснування кафедри | Кафедра            |
| --------------------- | ---------------------------- | ------------------ | ------------------ |
| Єпископ Більський     | Варшавсько-Більська єпархія  | 1960               | Більськ-Підляський |
| Єпископ Ресіфський    | Ріо-де-Жанейрська єпархія    | 1998               | Ресіфі             |
| Єпископ Сем'ятицький  | Варшавсько-Більська єпархія  | 2007               | Сім'ятичі          |
| Єпископ Супрасльський | Білостоцько-Ґданська єпархія | 1998               | Супрасль           |
| Єпископ Гайнувський   | Варшавсько-Більська єпархія  | 1998               | Гайнівка           |

### Ординаріат
Ординаріат (Єпископію) очолює вікарний єпископ Хайнувський.
| Назва                                      | Заснування | Територія | Парафій |
| ------------------------------------------ | ---------- | --------- | ------- |
| Православний ординаріат Війська Польського | 1994       | —         | 6       |